# Эссенвейн, Август
Август Оттмар Эссенвейн (нем. August Ottmar (Ritter von) Essenwein; 1831—1892) — немецкий архитектор, археолог и историк искусства.

## Биография
Август Оттмар Эссенвейн родился 2 ноября 1831 года в Карлсруэ.
Учился сперва в политехническом училище родного города, затем в Берлинской строительной академии и в мастерской барона Генриха фон Ферстеля в Вене.
Ещё живя в Карлсруэ, где по окончании обучения он работал архитектором, Эссенвейн неоднократно совершал поездки по Германии, а потом путешествовал и в другие страны (в частности в Австрию и во Францию), изучая при этом старинные памятники искусства и одновременно заводя знакомства с выдающимися знатоками и историками архитектуры того времени.
В 1856—1864 гг. А. Эссенвейн служил в Вене инженером и начальником бюро в управлении австрийских казенных железных дорог, в 1864 и 1865 гг. был главным городским архитектором в Граце и с 1866 года почти до конца своей жизни директором Германского музея в Нюрнберге, благодаря ему приведенного в это время в строгий порядок, обогатившегося многими коллекциями и расширившегося пристройками.
Под руководством и по его проектам им были расписаны внутри Церкви Святой Марии Капитолийской в Кёльне и особенно мастерски Брауншвейгский собор.
Август Оттмар Эссенвейн скончался 13 октября 1892 года в городе Нюрнберге.

## Избранная библиография
- «Norddeutschlands Backsteinbau in Mittelalter» (1855—56);
- «Die Entwicklung des Pfeiler- und Gewölbesystemes in der kirchlichen Baukunst vom beginne des Mittelalters bis zum Schlusse des XIII. Jahrhunderts»  (1859);
- Die Capelle des Heil. Johannes des Täufers, genannt Capella Speciosa zu Klosterneuburg. Berichte und Mittheilungen des Alterthums-Vereins zu Wien. V. (1861);
- «Die mittelalterlichen Kunstdenkmale der Stadt Krakau» (Нюрнберг, 1869);
- «Quellen zur Geschichte der Feuerwaffen»,
- «Kunst- und culturgeschichtliche Denkmäler des Germanischen Museums» (Нюрнберг, 1877);
- «Die Wandgemälde im Dom zu Braunschweig» (Брауншвейг, 1881).
- «Die Holzschnitte des 14. und 15. Jahrhunderts im Germanischen Museum»;
- «Bilderatlas zur Kulturgeschichte; Mittelalter» (Лейпциг 1884).
- В Брокгаузовском издании «Bilderatlas» (Лейпциг, 1877) Эссенвейна составлен весь архитектурный отдел.